# Senecio dolichodoryius
Senecio dolichodoryius là một loài thực vật có hoa trong họ Cúc. Loài này được Cuatrec. miêu tả khoa học đầu tiên năm 1985.